# François Auguste Dumont
Pour les articles homonymes, voir François Dumont et Dumont.
François Auguste Dumont est un homme politique français né le 20 janvier 1796 à Pont-Audemer (Eure) et décédé le 5 février 1876 à Pont-Audemer.
Avocat, il est député de l'Eure de 1848 à 1849, siégeant avec les membres du parti du général Cavaignac. 

## Sources
- « François Auguste Dumont », dans Adolphe Robert et Gaston Cougny, Dictionnaire des parlementaires français, Edgar Bourloton, 1889-1891 [détail de l’édition]